# Lazăr Sfera
Lazăr Sfera (Sân Mihai, 29 d'abril de 1909 - 24 d'abril de 1992) fou un futbolista romanès de la dècada de 1930.
Pel que fa a clubs, començà la seva carrera al Politehnica Timişoara, fins al 1929, passant a continuació al Banatul Timișoara, Rômania Cluj, Universitatea Cluj fins 1934, i Venus Bucureşti, fins 1941. Disputà 14 partits amb la selecció de futbol de Romania, amb la qual participà en els Mundials de 1934 i 1938.